# Sierra los Cuchumatanes
Sierra los Cuchumatanes är en bergskedja i Guatemala. Den ligger i den västra delen av landet, 120 km nordväst om huvudstaden Guatemala City. Arean är 16 350 kvadratkilometer.